# Wassilij Eichler
Wassilij Eichler, auch Vassili (* 14. Januar 1992 in Russland), ist ein deutsch-russischer Schauspieler.

## Leben
Am 5. Januar 2008 gab Eichler in der Kinder- und Jugendserie Schloss Einstein auf KiKA sein Fernsehseriendebüt in der Hauptrolle des Mounir Farsad. Bis 2010 verkörperte er diese Rolle. 2017 hatte er noch einmal einen Gastauftritt in der Serie.
Eichler schloss 2014 eine Ausbildung zum Kaufmann für Versicherungen und Finanzen ab. Ab Oktober 2015 studierte er Lehramt an der Universität Leipzig.

## Filmografie
- 2008–2010: Schloss Einstein
- 2011: Wie erziehe ich meine Eltern?
- 2017: Schloss Einstein (Gastauftritt Folge 891)